# Reik (álbum)
Reik  (estilizado como ReiK) es el nombre del álbum debut de estudio homónimo grabado por el grupo mexicano de pop rock Reik. Fue lanzado al mercado bajo el sello discográfico Sony BMG Norte el 24 de mayo de 2005.

## Lista de canciones
| Reik  |                        |                                           |          |  |
| N.º   | Título                 | Escritor(es)                              | Duración |  |
| 1.    | «Levemente»            | Abelardo Vázquez · W. Ortiz               | 3:56     |  |
| 2.    | «Amor primero»         | Kiko Cibrián · Manuel Ruíz                | 3:47     |  |
| 3.    | «Cuando estás conmigo» | Abelardo Vázquez                          | 3:10     |  |
| 4.    | «Que vida la mía»      | Kiko Cibrián · Manuel Ruíz                | 2:52     |  |
| 5.    | «Vuelve»               | Kiko Cibrián · Manuel Ruíz                | 3:18     |  |
| 6.    | «Yo quisiera»          | Abelardo Vázquez · Jorge Amaya            | 3:38     |  |
| 7.    | «Noviembre sin ti»     | Abelardo Vázquez · Gustavo Vázquez        | 3:23     |  |
| 8.    | «Niña»                 | David Curiel · Kiko Cibrián · Manuel Ruíz | 2:52     |  |
| 9.    | «No sé si es amor»     | Kiko Cibrián · Manuel Ruíz                | 3:09     |  |
| 10.   | «Cada mañana»          | Abelardo Vázquez · Jorge Amaya            | 3:54     |  |
| 11.   | «Cómo me duele»        | Julio Ramírez · Roberto Valdez            | 3:18     |  |
| 37:13 |                        |                                           |          |  |

© MMV. SONY BMG MUSIC ENTERTAINMENT (México). S.A. de C.V.

## Certificaciones
| País (organismo certificador) | Certificación   | Unidades certificadas |
| ----------------------------- | --------------- | --------------------- |
| México (AMPROFON)             | 3x Platino      | 300 000               |
| Estados Unidos (RIAA)         | Platino (Latin) | 60 000                |

## Posiciones
| Listas                  | Mejor posición |
| ----------------------- | -------------- |
| México (México Top 100) | 3              |